# Сілець (Івано-Франківський район)
Сілéць — село Ямницької сільської громади Івано-Франківського району Івано-Франківської області
Населення за переписом 2001 року складало 1319 осіб, дворів 350. Територія займає площу 16,63 км ². З 1991 року, крім зменшення населення міграційного характеру, спостерігається від'ємне сальдо природного росту. З 2017 року село є центром старостинського округу Ямницької ОТГ Івано-Франківської області.   
Село розташоване за 15 км від Івано-Франківська, 3 км від смт Єзупіль. Недалеко села протікає ріка Бистриця. Через село проходить дорога республіканського значення Тязів – Снятин. Біля села знаходиться заповідне урочище Сілецьке (Сілецький луг), а на Бійній (Вовчинецькій) горі заповідник Козакова (правильно має бути Козацька) долина. 
Назви кутків села: Гора (Старе село), Кадуби, Ковалівка, Рогатка, Осади, Мочір, Чехія, Новобудова, Сад, Вікнина, Гирка. 
Найпоширеніші прізвища: Олійник, Драбчук,  Дейдей,  Бойчук, Пашко, Галюк, Владика. Інші типові прізвища: Байдачок, Вівчар, Вітрикус, Вовк, Ганущак, Гнатковський, Захарчук, Зузук, Коник, Костів, Куцан, Литвин, Обшира, Панчішак, Пушка, Савчишин, Савчук, Сеньків, Слаб’як, Цюцьмаць, Якимішин.

## Історія

### Давній період
Історично село було околицею давнього Галича (тепер с. Крилос Галицького району). У сілецькому лісі Городищі ще дотепер збереглися залишки валів давнього укріплення, яке було захисним форпостом столиці Галицько-Волинської держави. Попередня назва села – Гайдамашки. Вона стосується періоду ХІІІ століття і походить від захисників княжого Галича, княжих дружинників. За народним переказом галицький князь Роман Мстиславович подарував угіддя на південний схід від столиці боярину Іванку (від його імені залишилась назва Іванькова долина).
Недалеко села знаходиться Духова Криниця, яка відома також з княжих часів. Це одне із священних місць  давніх галичан, що зараз - релігійно-паломницький центр, відпустове місце Івано-Франківської митрополії УГКЦ. Адміністративно належить до Єзупільської селищної ради,  але доїхати до неї можна  трьома дорогами тільки зі сторони  села Сільця.
Перша згадка про село Сілець у галицьких актах датується 1438 роком. Тоді село згадується як поселення недалеко Чешибісів (тепер смт Єзупіль). Власниками села були панські родини, котрі володіли і цим містечком Це були Бучацькі, Зборовські, Потоцькі, Дідушицькі. Останні мали у селі 40 га землі.

### Походження назви Сілець
За першою версією назва села походить від слова «сільце» - пастка. «В давнину навколо села були мочари (болота) із гущавиною різноманітних кущів і дубові ліси, з тих часів збереглася назва «Дуброва». На Галицьке князівство часто нападали татари. Місцеві жителі, а першими тут поселились княжі дружинники, які добре знали місцеві дороги, не раз заводили ворогів у непрохідні болота, звідки ті вже ніколи не могли вибратись. Чутка про це розносилася далеко. І тоді говорили, що хто потрапив у сільце, той пропав безвісти. Від чого пішла назва Сілець».
Друга версія виводить назву села від слова «сіль». Раніше Волоським шляхом з Коломиї до Галича везли сіль. Цю дорогу ще називають соляною. Розповідають,  що у Сільці навіть був спеціальний пункт, де ковалі підковували коней торговців сіллю. Це місце і досі називають Ковалівою (власне, це є центром сучасного села).
Третя версія пояснює дану назву словом «сельце» («сільце») у значенні «маленьке село». Вона, очевидно, є найвірогіднішою, оскільки поселення виникло неподалік містечка Чешибіси (тепер Єзупіль). Зі зникненням Чешибісів, Сілець формується як самостійний населений пункт. У радянські часи, зокрема у  60-тих – 80-тих рр. ХХ ст.. офіційна назва села була Селець. У  серпні 1989 р.  її змінено на Сілець. (І.Драбчук, В. Цюцьмаць, Т.Цюцьмаць «Сілець з найдавніших часів по наші дні», Івано-Франківськ, 2002 р.)

### Історія села
У XVII столітті після одного із нападів татар у 1680 році Комісія, яка підсумовувала наслідки чужинської сваволі, залишила у документі наступний запис: «Село Сілець. До нападу тут було близько 70 господарств, а залишилось тільки 13. При церкві мешкає священик.  Підданого населення залишилося мало: одні з голоду померли, другі геть пішли, третіх – татари забрали».
Зазначимо, що над селом, яке розташувалося на Козаревій горі колись, як передають перекази, стояла Обширна ( тобто оглядова) вежа. Справа у тому, що з цього місця дуже добре простежується долина Бистриці аж до Станиславова (нині Івано-Франківськ). Коли наступали вороги, сторожа повідомляла найближчі оборонні укріплення – Чешибіси і Галич, — пославши туди своїх гінців. Досі у селі збереглося прізвище Обшира, яке стосувалося, очевидно, людей, що сторожували на вежі.
Станом на 31 грудня  1880 році у Сільці мешкало  1194 жителів («Гандбух або Літопис Львівської міської друкарні краю Галицького»).  Через десять років (у 1890 р.) у селі уже проживало 1240 осіб греко-католицького обряду, 10 римо-католиків та 36 юдеїв. «Словник географічний», виданий у Варшаві у 1889 р. повідомляє, що село тоді належало до Станиславівського повіту, знаходилося за 3 км від Єзуполя, де була пошта. Площа села становила 648 моргів, а загальна кількість землі – 2349 моргів. В селі була греко-католицька церква Різдва Христового, збудована з дерева у 1726 році з метрикою від 1747 року. Власником села був граф Войцех Дідушицький. Дідушицькі були і патронатами місцевої церкви. (Р.Процак «Церкви Станіславівського довкілля», Івано-Франківськ, 1999 р.)
«Опис сіл Галичини, опрацьований на підставі  загального перепису населення від 31 грудня 1900 року» подає широку картину соціально-економічного розвитку села. З нього відомо, що в селі тоді проживало 1548 жителів, з них 723 чоловіків і 825 жінок. Греко-католицьку віру сповідувало 1523 чол., римо-католицьку – 8, юдейську – 12.  В селі було 295 будинків. Тут була парафія греко-католицької церкви, народна школа і пожежний пункт. В селі в той час налічувалося 168 коней, 785 голів великої рогатої худоби, 309 свиней. Овець не було.
Земельний кадастр становив: загальна кількість 17, 67 км², оподаткована поверхня – 16, 58, з них ріллі – 855, луки -480, городів – 22, пасовищ – 98, лісів – 203. Великих власників – 1, фабрик – 1». Першого вересня  1866 року землями с. Сільця пройшов перший потяг залізниці Львів – Чернівці.

### Іван Франко та  Озаркевичі у Сільці
У другій половині ХІХ століття за народним переказом у Сільці побував Іван Франко. Більше 20 років у Сільці проживало подружжя Володимира та Ольги Озаркевич. У селі у подружжі Озаркевичів народився син Іван (помер у дворічному віці) та дочка Ольга-Олена. Зусиллями о. Озаркевича у селі у 1888 році була побудована нова церква Різдва Христового. У цій новозбудованій церкві 5 серпня 1890 р. брала шлюб сестра Ольги Михайлина Рошкевич з Йосифом Іванцем («Діло» 12.08.1890 р.). Тему взаємин І.Франка та О. Рошкевич-Озаркевич сілецького періоду досліджували Р.Горак. І.Драбчук, Т.Костенко. (Роман Горак «Тричі мені являлася любов», Київ, 1987 р., Іван Драбчук «Як почуєш вночі», Івано-Франківськ, 2007 р., Тетяна Костенко «Ольга Рошкевич та Іван Франко: мелодії серця», Львів, 2017 р.)

### Перша половина ХХ століття
На початку ХХ століття, а саме у  1900-1901 роках із села до Канади емігрувало кілька родин. Першим виїхав із села господар Йосиф Владика з дружиною Донею (Євдокією), а за ним Іван Байдак, Стефан Куцан, Роман Гальовський, Ілько Коник, Федь та Семен Пушки та Олекса Бойчук з родинами. Син останнього – Григорій залишив про еміграцію цікаві спогади «З давноминулих днів», які вийшли у Канаді накладом автора. (Григорій Бойчук «З давноминулих літ», Вінніпег, 1974 р.)
У березні 1914 року у селі урочисто було посвячено пам’ятник Т.Шевченку, який місцеві селяни із каменя-ріпняка встановили з нагоди 100-річчя від дня народження Кобзаря на Громадському полі. Пам’ятник пережив дві світові війни і стоїть до нашого часу. За більш як столітню історію його двічі реставрували, точніше змінювали плити із зображенням поета. Перший раз  у 1937 році,  вдруге – у 1989. (Іван Драбчук «Жити за Шевченком», Івано-Франківськ, 2014 р.)
Перша світова війна також не оминула Сільця. У серпні 1914 року, як розповідали старожили, безпосередньо на території села відбувся великий бій між австрійцями і росіянами. Росіяни (або москалі, як їх називали) зранку увірвалися у село, яке було зайнято ворогами. Австрійців це застало зненацька, тому у рукопашному бою загинуло  біля 270 австрійців, 30 росіян і 2 цивільних. Спочатку вони були захоронені на околиці села, але у 30-тих роках ХХ ст. перепоховані на сільському цвинтарі. У 2019 році залишки цього поховання обстежили дослідники товариства «Пам’ять» (дир. Василь Тимків). У 1916 році більшість жителів села було евакуйовано у  табір Гміндт, а кілька родин проживали у с. Перекоси на Калущині.
З періоду Першої світової війни збереглася на сілецькій горі, званій Чубата (інша назва Лиса гора) Стрілецька могила, у якій поховані  Українські січові стрільці, які загинули у червні 1915 року під час наступу на місто Галич. (Мирослава Олійник «Історія стрілецької могили на Чубатій горі», «Краєзнавець Прикарпаття», №26, липень-грудень, 2015 р.)
Українські Січові Стрільці  з села Сілець (Герої стрілецького чину. До 100 – річчя Січового стрілецтва.-Івано-Франківськ. Місто НВ.2014)
У рядах січових стрільців воювали 18 вояків:
        Бендус Михайло, Бойчук Теодор, Бойчук Федір,  Галюк Іван, Ганущак Михайло, Гнатковський Іван,  Гнатковський Танасій,  Дейдей Гаврило,   Дейдей Петро,  Драбчук Федір, Зузук Дмитро,  Карабат Михайло,  Коник Михайло, Панчишак Федір, Савчишин Павло,  Цюцьмаць Василь, Цюцьмаць Іван, Яремчук Михайло.
На 01.01.1939 в селі проживало 1610 мешканців, з них 1520 українців-грекокатоликів, 30 українців-римокатоликів, 40 польських колоністів міжвоєнного періоду, 20 євреїв. Село належало до ґміни Єзуполь Станиславівського повіту Станиславівського воєводства.

### Товариства та організації початку ХХ ст.
На початку ХХ століття, а саме у 1904 році у селі виникло товариство «Просвіта». У документі  за 10 лютого 1904 року йдеться проте, що «підписані нижче господарі з Сільця намірені заснувати у селі читальню «Просвіти».  Основателі (засновники. – мова документа збережена): Никола Дейдей, Федор Куцан, Михайло Пушка, Павло Бойчук, Іван Чапський, Петро Дейдей, Федор Савчук, Іван Бойчук, Михайло Довгий, Василь Пушка, Василь Бойчук, Павло Галюк, Петро Владика, Василь Яремчук. Останній заклав своє майно, щоб банк виділив кошти на будівництво хати-читальні. (ДАІФО, ф2, оп.3.с.101)
До Першої світової війни  тут діяло товариство «Січ», керівником якого був Іван Вовк.  За розповідями старожилів до нього часто приїжджав Левко Бачинський. У 20-тих роках у селі  виникло товариство «Луг» (керівник Михайло Ганущак – громадський діяч і власник млина), яке згодом було  заборонене польської владою.  Після заборони діяльності товариства М.Ганущак  якийсь час  ( з !929р. по 1931 р.) очолював місцеву «Просвіту». До нього  товариством керував Михайло Пушка, а пізніше  Іван Якимішин.  (ДАІФО, ф.6.оп.1, с.49). Останній був заарештований у 1940 році і його слід загубився у Дем’яновому лазі. 
Також у селі діяло товариство «Рідна Школа», яке носило ім’я Івана Франка (кер. Іван Дейдей). Досить дієвою у селі була і КПЗУ, осередок якої у залі заснував Григорій Литвин. Із с. Сільця походив діяльний член цієї партії, керівник підпільного  Єзупільського райкому,  член окружного комітету КПЗУ Михайло Бойчук. Він  за свої переконання кілька разів був заарештований польської поліцією і відбував тюремний термін у Березі Картузькій. У травні 1939 року поляки тяжко побили сільського комуніста після чого він помер. Похований М. Бойчук на сільському цвинтарі. (Вісник «Некрополі Прикарпаття», Івано-Франківськ, 2000 р.)
Сілець під час Національно-визвольних змагань ХХ ст.
Наприкінці 30-тих років тут виникає осередок ОУН (кер. Гаврило Петровський). Під час Другої світової війни сільчани активно включилися у визвольну боротьбу ОУН- УПА.  Вони воювали у сотнях «Гамалії», «Вовка», «Явора», «Вершника» та інших повстанських командирів. Також окремі з них (Микола Владика, Василь Яремчук) закінчили Старшинську школу УПА «Олені». Сільчани склали ядро тязівського куща самооборони, який очолював уродженець села Дмитро Владика. (Василь Яремчук «Моя Одіссея» (спогади), Івано-Франківськ, 2017 р.)
З активних діячів цього руху мусимо відмітити Михайла Колюшка, який був районним провідником на Стрийщині (загинув у травні 1945 р. у с. Баличеве (тепер Зарічне), де збереглася його могила. Геройською смертю загинули повстанці Ілько Криса (псевдо «Сергій») у селі Колодіївці  та Іван Карабат («Орел», «Брян») у с. Павлівка Тисменицького району, Михайло Литвин («Гарт») у селі Медуха Галицького району,  Василь Олійник (псевдо «Чуй», застрілився, щоб не попасти у руку ворогів), Андрій Коник («Смілий», розірвав себе гранатою), Григорій Кузьмич (псевдо «Грізний, «Хитрий», чотовий «Різуна», загинув у із «Наливайком із с. Тязева в урочищі  Кути) та інші. («У вирі боротьби» (Спогади про підпільників ОУН-УПА Тисменицького району),- Івано-Франківськ,  2008 р.)
Також у селі 8 грудня 1944 року загинув референт СБ Станиславівської округи ОУН Михайло Нагнибіда (1921 р.н.). Він, уродженець Єзуполя, похований на сільському цвинтарі. (І.Драбчук «Життя, віддане Батьківщині», «Вперед», 8 серпня 2008 р.) У 2018 році на його могилі встановлено та освячено пам’ятник. (Посвячено пам’ятник на могилі героя, «Вперед», 26 жовтня 2018 р.)
Найдовше боролися із ворогами Михайло Вівчар (псевдо «Щур», який переховувався із зв’язковими з Сільця Ганною Черепахою та Марією Савчук. Вони перебували у криївці на Чертежах (назва лісу) до початку 50-тих років. 9 листопада 1952 року М.Вівчар був убитий, а дівчат заарештували і засудили на 25 років  таборів.

#### Загинули  в боротьбі з комуністичним режимом
(Реабілітовані історією. Івано-Франківська область. Книга друга. Місто-НВ, 2006); (Жертви сталінського терору на Прикарпатті (1939-1941) т. 2, Місто-НВ, 2017)
1.   АРАН Михайло Васильович, 1902, с. Сілець, українець. Заарештований 22.06.1940 і засуджений на 8 років позбавлення волі.
2.     БАЙДАЧОК Орина Іванівна, 1926, с. Сілець Тисменицького району, зв’язкова райпроводу ОУН, загинула 1945, Чорний ліс.
3.     БАРАН Василь Михайлович, 1927, с. Сілець  Тисменицького району, стрілець сотні Гамалії, Гук, загинув 1946 біля с. Посіч Тисменицького району.
4.     ВІВЧАР Михайло Євстахійович, 1912,с. Сілець Тисменицького району, помічник станичного ОУН, Вихор, Щур, загинув 09.11.1952, с. Сілець.
5.     ВІВЧАР Онуфрій, с. Сілець українець, освіта початкова, селянин, член ОУН, заарештований у 1940. Утримували під слідством у станіславській в’язниці. Засуджений і був ув’язнений у виправно-трудових таборах де й загинув у 1941 р. 
6.     ВЛАДИКА Дмитро Григорович, 1912, с. Сілець Тисменицького району, керівник СКВ, Залізняк, загинув у січні 1945, с. Павлівка Тисменицького району.
7.     ГАЛЮК Дмитро Йосипович, 1921, с. Сілець Тисменицького району, господарчий кущової ОУН, загинув 1945, с. Сілець.
8.     ДРАБЧУК Василь Степанович, 1926, с. Сілець Тисменицького району, стрілець сотні Гамалії, загинув  1944, с. Грабівка Калуського району.
9.     ЗАХАРЧУК  Петро, 1905, с. Сілець, українець, освіта початкова, селянин. Член ОУН, проводив націоналістичну агітаційну боротьбу проти більшовицького режиму. Заарештований у грудні 1940 р. Утримували у станіславській в’язниці. Засуджений, перебував у виправно-трудових таборах СРСР. Загинув 12.11.1941р. в ув’язненні.
10.  ЗУБ’ЯК Анастасія Семенівна, 1926, с. Сілець Тисменицького району, зв’язкова станичної ОУН, загинула 1945, с. Сілець.
11.  ЗУБ’ЯК Михайло Семенович, 1921, с. Сілець Тисменицького району, зв’язковий кущової ОУН, загинув 1945, с. Сілець
12.  КАВКА Василь, 1919, с. Сілець Тисменицького району, стрілець сотні Гамалії, загинув 1945, с. Сілець.
13.  КОЛЮШКО Михайло Франкович, 1925, с. Сілець Тисменицького району, керівник Стрийського райпроводу ОУН, Орлик, загинув 02.05.1946, с. Зарічне Стрийського району Львівської області.
14.  КОНИК Андрій Васильович, 1919, с. Сілець Тисменицького району, вояк УПА, Смілий, загинув 1945, с. Сілець.
15.  КОНИК Григорій Михайлович, 1926, с. Сілець Тисменицького району, стрілець сотні Гамалії, загинув 1945, невідомо.
16.  КРИСА Ілля Йосипович, 1924, с. Сілець Тисменицького району, стрілець сотні Гамалії, загинув 1945, Чорний Ліс.
17.  КУЗЬМИЧ Григорій Михайлович, 1925, с. Сілець Тисменицького району, стрілець сотні Гамалії, Грізний, загинув  1945, с. Сілець.
18.  КУЗЬМИЧ Йосип Григорович, 1915, с. Сілець, українець, селянин, член т-ва «Просвіта». Заарештований 20.06.1940 р. за співпрацю з польською поліцією проти організації КПЗУ. Особливою нарадою приНКВС 04.10.1940 засуджений до 8 років позбавлення волі…27.07.1942 засуджений повторно за спробу втечі з таборів до 5 років ув’язнення… 04.06.1948 засуджений втретє до 10 років ув’язнення в таборах особливо посиленого режиму, як особливо небезпечного злочинця. 
19.  ЛИТВИН Михайло Петрович, 1926, с. Сілець Тисменицького району, стрілець боївки Ігоря, Гарт, загинув 1945, с. Медуха Галицького району.
20.  МИКИТИН Іван Олексійович, 1921, с. Сілець Тисменицького району, стрілець боївки СКВ, загинув 1945, с. Сілець.
21.  МІСЮРНЯК Федір, 1901, с. Сілець, українець, освіта початкова, селянин. Симпатик ОУН, збирав продукти і розвіддані для підпілля ОУН, вів агітаційну роботи проти більшовицького режиму. Заарештований 1940. Утримувався під слідством у станіславській в’язниці.
22.  ОЛІЙНИК Володимир Олексійович, 1922, с. Сілець, українець, освіта початкова, робітник. Заарештований у грудні 1939. Утримувався під слідством у станіславській в’язниці де й загинув.
23.  ОЛІЙНИК Василь Антонович, 1920, с. Сілець Тисменицького району, стрілець боївки кущової ОУН, Чуй, загинув  березень 1945, с. Сілець
24.  ОЛІЙНИК Іван Дем’янович, 1920, с. Сілець Тисменицького району, керівник кущової ОУН, Зміюка,загинув 10.03.1945, с. Сілець
25.  ОЛІЙНИК Іван Олексійович, 1924, с. Сілець Тисменицького району, керівник боївки кущової ОУН, загинув 10.03.1945, с. Сілець.
26.  ПАНЧІШАК Петро Михайлович, 1925, с. Сілець Тисменицького району, стрілець боївки СКВ, загинув 1944, с. Сілець.
27.  ПЕТРОВСЬКИЙ Гаврило, 1916, с. Сілець Тисменицького району, референт пропаганди райпроводу ОУН, Сербин, загинув  1945, с. Ямниця .
28.  ЯКИМИШИН Іван, 1912 (1901), українець, освіта початкова, селянин. Член ОУН, вивчав військову справу і проводив агітаційну боротьбу проти більшовицького режиму. Заарештований у 1939 -1941 р.р.

#### Жителі с. Сілець, які були мобілізовані до Червоної армії та  загинули під час ІІ Світової війни.
(Книга  пам’яті України, Івано-Франківська область, т. 2,  т. 3, Львів, Каменяр, 1998)
Бабич Роман син Марії, Базилів Ілля Степанович, Бойчук Федір Дмитрович, Бойчук Теодор Васильович, Вівчар Дмитро Антонович, Вітрикус Петро Пилипович, Вовк Дмитро Олексійович, Вовк Михайло Олексійович, Вовк Ярослав Іванович, Галюк Василь Петрович, Ганущак Андрій Іванович, Ганущак Йосип Іванович,  Гнатковський Федір Гаврилович,  Драбчук Микола Федорович,  Захарчук Григорій Олексійович,  Карабат Григорій Якович,  Костів Володимир Петрович, Криса Василь Йосипович, Кузьмич Микола Григорович, Куций Петро Петрович,  Лашко Олексій Федорович, Литвин Іван Петрович, Литвинець Василь Самсонович, Олійник Петро Васильович, Оолійник Пилип Федорович, Пашко Василь Петрович, Пушка Іван Іванович, Рогатинський Микола Онуфрійович, Савчук Василь Петрович, Синьків Андрій Іванович, Тисяк Федір Васильович,  Цюцьмаць Федір Григорович, Шиндик Іван Григорович, Якимишин Михайло Петрович, Яремчук Федір Матвійович.   
Із зазначених  39 загиблих на війні жителів с. Сілець 19 пропали безвісти.

### Післявоєнний період
Відразу після воз’єднання українських земель у 1939 році у селі виник колгосп імені Паризької Комуни (гол. Олекса Драбчук). Його було відновлено у 1948 році. З того часу  його очолив Дмитро Зузук (1907 -1959), який зробив це колективне господарство   одним із передових в області. Тоді  сілецький колгосп змагався на рівних із господарством Юстина Личука із  Стецеви Снятинського району. У 1953 році у сілецькому колгоспі було збудовано перший в області чотирьох рядовий корівник, який вміщував 200 корів.  Село було електрифіковано, а в колгоспі почали застосовувати машинне доїння корів. Того року  його дохід становив  1 млн крб, а у 1957 – 2 млн 589 тис 924 крб. На жаль, передчасна смерть цього здібного керівника і організатора призвела поступово до втрати передових позицій. Зараз центральна вулиця села носить ім’я Дмитра Зузука.
У 1946 р.  в результаті акції «Вісла»  з території Польщі до села прибуло більше 40 переселенців  переважно з сіл Лісковського району Краківської області, зокрема  с. Кальниця (сім’ї Басарабів, Чорних, Гелімарів), с. Довжиця (сім’ї Бабичів, Гуцуляків), с. Цісце ( сім’ї Шидиварів, Литовчаків,  Лазарів, Васерів), с. Журави ( сім’я Гуданич), с. Смильник ( сім’я Гадам)  
Репресовані у повоєнний період  (Реабілітовані історією. Івано-Франківська область, том 4. Місто-НВ 2002). 
1.      Байдачок Павло Степанович , 1926, с. Сілець Тисменицького району, українець, освіта початкова. Проживав нелегально. Заарештований 02.12.1945. Звинувачення: вояк УПА (кущ самооборони Зміюки). Військовим трибуналом 38-ї армії 16.05.1946 засуджений на 10 років позбавлення волі та 5 років пораження в правах із конфіскацією майна. Реабілітований 31.08.1964. (1228). 
2.      Бендус Микола Михайлович, 1924, с. Сілець Тисменицького району, українець, освіта неповна середня. Проживав нелегально. Заарештований 16.02.1945. Звинувачення: вояк УПА (сотня Ясмина). Військовим трибуналом військ МВС при Управлінні Північно-Печорської залізничної магістралі  28.06.1946 засуджений на 10 років позбавлення волі та 3 роки пораження в правах. Реабілітований 05.08.1991. (5716 П).
3.     Бойчук Іван Петрович , 1912, с. Сілець Тисменицького району, українець, освіта початкова. Проживав у с. Сілець, селянин. Заарештований 17.12.1944. Звинувачення: член ОУН, господарчий станичної ОУН. Військовим трибуналом військ НКВС Станіславської області 28.02.1945 засуджений на 15 років каторжних робіт і  5 років пораження в правах із конфіскацією майна. Реабілітований 09.09.1994. (14488 П
4.      Вівчар Григорій Іванович, 1920, с. Сілець Тисменицького району, українець, освіта початкова. Легалізувався. Проживав у с. Сілець, селянин. Заарештований 16.01.1946. Звинувачення: вояк УПА (сотня Залізняка 1944-1945), псевдо Борис , заготовляв продукти для УПА. Військовим трибуналом військ НКВС Станіславської області 19.07.1946 засуджений на 10 років позбавлення волі та  5 років пораження в правах із конфіскацією майна. Реабілітований 26.03.1992. (82395 П).
5.      Вітрикус Іван Пилипович , 1921, с. Сілець Тисменицького району, українець, освіта початкова. Проживав нелегально. Заарештований 27.02.1946. Звинувачення: вояк УПА (лоївка Ігоря), псевдо Вороняк. Військовим трибуналом військ НКВС Станіславської області 11.06.1946 засуджений на 10 років позбавлення волі та  5 років пораження в правах із конфіскацією майна. Реабілітований 17.08.1993. (12345 П).
6.     Вітрикус Михайло Пилипович, 1921 , с. Сілець Тисменицького району, українець, освіта початкова. Проживав нелегально. Заарештований 07.03.1945. Звинувачення: вояк УПА (сотня Гамалії), псевдо Ладний. Військовим трибуналом військ НКВС Станіславської області 12.04.1945 засуджений на 15 років каторжних робіт і 5 років пораження в правах із конфіскацією майна. Реабілітований 10.12.1992. (10179 П).
7.     Владика Іван Лук’янович, 1915, с. Сілець Тисменицького району, українець, освіта початкова. Проживав у с. Сілець, бухгалтер ССТ.  Заарештований 19.12.1945. Звинувачення: член ОУН, псевдо Вихор, збирав продукти для УПА. Військовим трибуналом військ НКВС Станіславської області 11.04.1946 засуджений на 15 років каторжних робіт і  5 років пораження в правах із конфіскацією майна. Реабілітований 05.07.1991. (5529 П).
8.      Вовк Анастасія Гнатівна, 1927, с. Сілець Тисменицького району, українка, освіта неповна середня. Проживала в с. Сілець, селянка. Заарештована 03.05.1946. Звинувачення: член ОУН, псевдо Іванка, станична жіночої сітки ОУН. Військовим трибуналом військ НКВС Станіславської області 26.06.1946 засуджена на 10 років позбавлення волі та 5 років пораження в правах із конфіскацією майна. Реабілітована 26.03.1992. (8225 П).
9.      Галюк Ганна Гаврилівна, 1910, с. Сілець Тисменицького району, українка, малописьменна. Проживала в с. Сілець, селянка. Заарештована 11.12.1948. Звинувачення: агітувала проти вступу в колгосп. Особливою нарадою при МДБ СРСР 27.04.1949 засуджена на 10 років позбавлення волі. Реабілітована 13.10.1989. (4697).
10.  Галюк Михайло Васильович, 1929, с. Сілець Тисменицького району, українець, освіта початкова. Проживав нелегально. Заарештований 16.01.1948. Звинувачення: вояк УПА, псевдо Ворон. Військовим трибуналом військ НКВС Станіславської області 172.04.1948 засуджений на 25 років позбавлення волі та 5 років пораження в правах. Реабілітований 14.07.1992. (9302 П).
11.  Гнатковський Іван Васильович, 1925, с. Сілець Тисменицького району, українець, освіта неповна середня. Проживав нелегально. Заарештований 02.07.1945. Звинувачення: вояк УПА (сотня Гамалії 1945), псевдо Айстра. Військовим трибуналом військ НКВС Станіславської області 17.08.1945 засуджений до розстрілу, який замінено на 20 років каторжних робіт і  5 років пораження в правах. Реабілітований 12.06.1992. (8906 П).
12.  Драбчук Федір Васильович, 1925, с. Сілець Тисменицького району, українець, освіта початкова. Проживав у с. Сілець, селянин. Заарештований 22.08.1944. Звинувачення: член ОУН псевдо Крук, зв’язковий ОУН. Військовим трибуналом військ НКВС Станіславської області 28.09.1944 засуджений до розстрілу, який замінено на 10 років каторжних робіт і  5 років пораження в правах із конфіскацією майна. Реабілітований 10.12.1992. (10183 П).
13.  Драбчук Юстина Дмитрівна, 1919, с. Сілець Тисменицького району, українка, освіта початкова. Проживала в с. Сілець, селянка. Заарештована 11.12.1948. Звинувачення: на зборах агітувала не вступати в колгосп. Особливою нарадою при МДБ СРСР 26.11.1949 засуджена на 10 років позбавлення волі. Реабілітована 10.12.1992. (10691 П).
14.   Дулик Емілія Франківна, 1928, с. Сілець Тисменицького району, українка, освіта початкова. Проживала в с. Сілець, селянка. Заарештована 06.11.1945. Звинувачення: член ОУН, псевдо Маланка, зв’язкова станичної ОУН. Військовим трибуналом 38-ї армії 16.05.1946 засуджена на 10 років позбавлення волі та  5 років пораження в правах. Реабілітована 19.08.1994. (1228).
15.   Коник Євдокія Михайлівна, 1921, с. Сілець Тисменицького району, українка, освіта неповна середня. Проживала в с. Сілець, селянка. Заарештована 14.02.1946. Звинувачення: збирала продукти для УПА. Військовим трибуналом військ НКВС Станіславської області 20.06.1946 засуджений на 10 років позбавлення волі та 5 років пораження в правах із конфіскацією майна. Реабілітована 22.06.1992. (8637 П).
16.  Куцан Володимир Григорович, 1925, с. Сілець Тисменицького району, українець, освіта початкова. Проживав нелегально. Заарештований 12.03.1945. Звинувачення: вояк УПА (сотня Черника), псевдо Морський. Військовим трибуналом військ НКВС Станіславської області 10.04.1945 засуджений на 20 років каторжних робіт і 5 років пораження в правах із конфіскацією майна. Реабілітований 15.03.1992. (14139 П).
17.   Куцак Іван Петрович , 1924, с. Сілець Тисменицького району, українець, освіта початкова. Проживав нелегально. Заарештований 22.03.1945. Звинувачення: вояк УПА (сотня Шума). Особливою нарадою при МДБ СРСР 12.07.1947 засуджений на 10 років позбавлення волі. Реабілітований 31.01.1992. (7533 П).
18.   Литвин Антон Васильович, 1909, с. Сілець Тисменицького району, українець, освіта початкова. Проживав нелегально. Заарештований 15.03.1945. Звинувачення: вояк УПА (1945), псевдо Швед. Військовим трибуналом військ НКВС Станіславської області 26.06.1945 засуджений на 15 років каторжних робіт і  5 років пораження в правах із конфіскацією майна. Реабілітований 10.01.1993. (12338 П).
19.  Олійник Григорій Іванович, 1921, с. Сілець Тисменицького району, українець, освіта початкова. Проживав нелегально. Заарештований 07.03.1945. Звинувачення: вояк УПА (боївка Стьопи, Залізняка 1944-1945), псевдо Потічний. Військовим трибуналом військ НКВС Станіславської області 29.06.1945 засуджений на 15 років позбавлення волі та  5 років пораження в правах із конфіскацією майна. Реабілітований 17.04.1991. (6552 П).
20.  Панчишек Іван Гнатович, 1924, с. Сілець Тисменицького району, українець, освіта неповна середня. Легалізувався. Проживав у с. Сілець. Заарештований 13.07.1945. Звинувачення: вояк УПА (сотня Пирога. Військовим трибуналом військ НКВС Станіславської області 25.10.1945 засуджений на 15 років позбавлення волі та  5 років пораження в правах. Реабілітований 26.03.1992. (8177 П).
21.  Пашко Антон Петрович, 1927, с. Сілець Тисменицького району, українець, освіта початкова. Проживав нелегально. Заарештований 25.03.1945. Звинувачення: вояк УПА псевдо Горобець. Військовим трибуналом військ НКВС Станіславської області 29.08.1946 засуджений на 10 років позбавлення волі та  5 років пораження в правах із конфіскацією майна. Реабілітований 16.10.1965. (10332 П).
22.  Пашко Володимир Петрович, 1922, с. Сілець Тисменицького району, українець, освіта початкова. Проживав у с. Сілець, селянин. Заарештований 23.10.1945. Звинувачення: член ОУН, псевдо Денис, господарчий підрайонного проводу ОУН. Військовим трибуналом військ НКВС Станіславської області 18.12.1945  засуджений на 20 років каторжних робіт і 5 років пораження в правах із конфіскацією майна. Реабілітований 28.09.1993. (12433 П).
23.   Пашко Василь Федорович, 1921, с. Сілець Тисменицького району, українець, освіта початкова. Проживав нелегально. Заарештований 06.11.1945. Звинувачення: член ОУН, вояк УПА (кущ самооборони Зміюки) псевдо Довбуш. Військовим трибуналом 38-ї армії 16.05.1946 засуджений на 10 років позбавлення волі та  5 років пораження в правах із конфіскацією майна. Реабілітований 20.03.1995. (1228).
24.   Пашко Дмитро Федорович, 1912, с. Сілець Тисменицького району, українець, малописьменний. Проживав нелегально. Заарештований 27.11.1945. Звинувачення: дезертирував із армії, член ОУН, вояк УПА (кущ самооборони Зміюки). Військовим трибуналом 38-ї армії 16.05.1946 засуджений на 10 років позбавлення волі та  5 років пораження в правах із конфіскацією майна. Реабілітований 31.08.1964. (1228).
25.  Пашко Михайло Степанович, 1928, с. Сілець Тисменицького району, українець, освіта неповна середня. Проживав нелегально. Заарештований 25.03.1945. Звинувачення: вояк УПА псевдо Горобець. Військовим трибуналом військ НКВС Станіславської області 29.08.1946 засуджений на 10 років позбавлення волі та  5 років пораження в правах із конфіскацією майна. Реабілітований 16.10.1965. (10332 П).
26.  Пашко Антон Петрович, 1927, с. Сілець Тисменицького району, українець, освіта початкова. Проживав нелегально. Заарештований 23.11.1945. Звинувачення: вояк УПА (сотня Гамалії, Чорноти, Прута) псевдо Ворон. Військовим трибуналом 38-ї армії 16.05.1946 засуджений на 10 років позбавлення волі та 5 років пораження в правах із конфіскацією майна. Реабілітований 26.05.1993. (1228).
27.  Пашко Степан Григорович, 1921, с. Сілець Тисменицького району, українець, освіта початкова. Проживав нелегально. Заарештований 09.03.1945. Звинувачення: вояк УПА (лоївка Залізняка) псевдо Чумак. Військовим трибуналом військ НКВС Станіславської області 12.04.1945 засуджений на 10 років позбавлення волі. Реабілітований 15.01.1992. (7425 П).
28.   Савчишин Ганна Павлівна, 1925, с. Сілець Тисменицького району, українка, освіта неповна середня. Легалізувалася. Проживала в м. Івано-Франківську, учениця фельдшерсько-акушерської школи. Заарештована 22.03.1946. Звинувачення: заготовляла канцтовари, радіоапаратуру та взуття для УПА. Військовим трибуналом військ НКВС Станіславської області 06.09.1946 засуджена на 10 років позбавлення волі та 5 років пораження в правах із конфіскацією майна. Реабілітована 18.08.1992. (9492 П).
29.   Савчук Іван, 1924, с. Сілець Тисменицького району, українець, освіта початкова. Проживав нелегально. Заарештований 30.10.1944. Звинувачення: вояк УПА (1944) псевдо Клим. Військовим трибуналом військ НКВС Станіславської області 30.11.1944 засуджений до розстрілу. Розстріляний 11.12.1944, місце поховання невідоме. Реабілітована 16.05.1995 (14761 П).
30.  Савчук Ірина Іванівна, 1907, с. Сілець Тисменицького району, українка, малописьменна. Проживала в с. Сілець, колгоспниця. Заарештована 30.12.1950. Звинувачення: переховувала члена ОУН. Особливою нарадою при МГБ СРСР 26.05.1951 засуджена на 10 років позбавлення волі. Реабілітована 18.08.1993 (12133 П).
31.   Савчук Марія Григорівна, 1924, с. Сілець Тисменицького району, українка, освіта неповна середня. Проживала нелегально. Звинувачення: член ОУН, псевдо - Смілива, господарча станичної ОУН. Військовим трибуналом військ НКВС Станіславської області 27.12.1952 засуджена на 25 років позбавлення волі та 5 років пораження в правах із конфіскацією майна. Реабілітована 21.01.1992. (7830 П).
32.   Хмелівська Ірина Іванівна, 1929, с. Сілець Тисменицького району, українка, освіта початкова, Проживала в с. Сілець, селянка.  Заарештована 11.12.1948. Звинувачення: виступала проти створення в селі колгоспу. Особливою нарадою при МГБ СРСР 17.04.1949 засуджена на 10 років позбавлення волі. Реабілітована 13.10.1989  (4693 П).
33.  Черепаха Ганна Романівна, 1927, с. Сілець Тисменицького району, українка, освіта неповна середня, Проживала нелегально.  Заарештована 15.11.1952. Звинувачення: член молодіжної ОУН, псевдо – Маруся, Галка, зв’язкова станичної ОУН, збирала продукти для УПА. Військовим трибуналом військ НКВС Станіславської області 27.12.1952 засуджена на 25 років позбавлення волі та  5 років пораження в правах із конфіскацією майна. Реабілітована 20.03.1992. (7830 П).
34.  Якимишин Володимир Петрович, 1922, с. Сілець Тисменицького району, українець, освіта неповна середня, військовослужбовець, перед арештом проживав нелегально. Заарештований 06.11.1945. Звинувачення: втік з ВГ. Військовим трибуналом 38-ї армії 16.05.1946 засуджений на 10 років позбавлення волі та  5 років пораження в правах із конфіскацією майна. Реабілітований 31.01.1964. (6501 П).
35.  Якимишин Іван Васильович, 1923, с. Сілець Тисменицького району, українець, освіта початкова. Проживав нелегально. Заарештований 22.03.1945. Звинувачення: вояк УПА (сотня Шума) псевдо Твердий. Особливою нарадою при МГБ СРСР 12.07.1947 засуджений на 10 років позбавлення волі. Реабілітований 31.01.1992 (7533 П)
36.   Якимишин Марія Миколаївна, 1928, с. Сілець Тисменицького району, українка, малописьменна. Проживала в с. Сілець, селянка.  Заарештована 07.11.1945. Звинувачення: член ОУН, псевдо – Немидора. Військовим трибуналом 38-ї армії 16.05.1946 засуджена на 10 років позбавлення волі з конфіскацією майна. Реабілітована 12.05.1993. (1228 П).
37.   Якимишин Юстина Василівна, 1928, с. Сілець Тисменицького району, українка, освіта початкова. Проживала в с. Сілець, селянка.  Заарештована 30.11.1945. Звинувачення: член ОУН, псевдо – Горпина. Військовим трибуналом 38-ї армії 16.05.1946 засуджена на 10 років позбавлення волі та 5 років пораження вправах із конфіскацією майна. Реабілітована 12.05.1993. (1228 П).
38.  Яремчук Василь Михайлович, 1927, с. Сілець Тисменицького району, українець, освіта середня. Проживав у с. Сілець, селянин. Заарештований 24.01.1945. Звинувачення: член ОУН, псевдо – Дніпро, розвідник районного проводу ОУН. Військовим трибуналом військ НКВС Станіславської області 31.07.1945 засуджений на 15 років позбавлення волі і 3 роки пораження в правах із конфіскацією майна. Реабілітований 05.05.1993. (14125 П).

### Історія школи
Перша згадка  про школу у селі відноситься до 1832 року. Вона зафіксована у Шематизмі кліру греко-католицького на вказаний рік (мова латинська). Вчителем у ній був парох села о. Лука Дулинський. З 1894 року школа стала однокласною, а пізніше (з 1900 р.) етатною (тобто державною). Після Першої світової війни навчальний заклад у Сільці уже був двокласним із поступовим зростанням до кінця 30-тих років, коли школа стала шестикласною.
У радянські часи у селі діяла семирічна школа, дві бібліотеки, радіовузол, медичний пункт. У селі було відновлено водогін, який був споруджений ще у 1913 році. У 1972 році у селі було 420 дворів. У той час 168 сімей справило новосілля. У 1980 році  силами тодішнього колгоспу «Радянське Прикарпаття» біля школи  побудований Пам'ятник Слави. Його споруджено в честь 35 річниці перемоги над фашизмом. Пам'ятник являє собою скульптурне зображення солдата з високо піднятою рукою, біля ніг якого знаходиться щит.
У 1986 році було завершено  спорудження великого Будинку культури (він тривалий час вважався довгобудом). Зараз це  один із найбільших  культурних закладів  у громаді.
Директорами Сілецької школи протягом її існування були: Авгувт Вербах, Володимир-Северин Величко, Йосиф Бассараб, Богдан Бучко, Ярослав Дейнега, Михайло Владика, Марія Риндач. З 2008 року колектив школи, яка з 2018 р. стала гімназією, очолює Любов Гнатковська.
Наприкінці 50-тих  років минулого століття у селі розпочато спорудження нової школи, яку завершено будувати у 1966 році. Тоді із 14 педагогів семеро були уродженцями Сільця. У 2016 році заклад відзначив п’ятдесятилітній ювілей, наступного року при школі відкрито дитячий садочок «Бджілка», який відвідує 25 дошкільнят. Із 1991 року у школі діє історико-краєзнавчий музей села, у якому зібрані цікаві речі і документи, що висвітлюють минуле Сільця. (Іван Драбчук «До світла знань» (сторінки історії Сілецької школи), Івано-Франківськ, 2006 р.)

### Релігійне життя села
Відомостей про релігійне життя громади у XV – ХІХ століттях збереглося небагато. Про окремі із них мова ішла вище. Більш детально можемо простежити його, починаючи із кінця ХІХ століття. У 1888 році у селі була побудована нова церква Різдва Христового. Як писалося, великих зусиль для цієї події доклав тодішній парох села о. Володимир Озаркевич. Верхню частину церкви розмальовував  відомий галицький художник Юліан Панькевич, який мешкав у сусідньому Єзуполі, але на час праці у церкві перебрався до Сільця. Цікаво, що мешкаючи у Сільці він ходив у селянському одязі,  малював портрети селян, а також створив картину «На сільському майдані» (1891 р.).  На жаль, доля цього полотна залишається невідомо.
Іконостас для церкви різьбив Йосиф Ключевський, а ось хто є автором образів іконостасу залишається таємницею. Щоправда, відомо, що ікони бічних вівтарів малював Ю. Панькевич. Художник Дмитро Владика, який реставрує ікони,  щоб перенести їх до нового храму переконаний, що іконописців було двоє.
Сілецька  церква перебула Першу світову війну і дивом уціліла, хоча у неї попав снаряд, але не розірвався. Зазначимо, що крім церкви у селі вистояло  всього п’ять – шість хат, а решта усі згоріли. Після війни у церкві працював священик о. Петро Павлюк, який помер у Сільці 19 січня 1920 року. Його могила знаходиться на церковному подвір’ї.
У 1920-тих – 1930-тих роках парохами у селі були: о. Симеон Павлюк, о. Петро Янкевич, о. Стефан Гунчак, о. Михайло Дейнецький, о. Ярослав Дерлиця, о. Лев-Миколай Бурнадз, о. Ярослав Посацький, о. Омелян Ковальський. Окремі з них працювали на парафіях сіл Єзуполя, Тязева, Ганнусівки, а до Сільця тільки доїжджали. («Шематизми Станиславівської греко-ктолицької єпархії» за різні роки)
Окремо хочемо сказати про о. Костянтина Левицького, який був парохом  у Єзуполі  та Сільці. За відмову перейти у православну віру отця було засуджено на 10 років каторжних робіт. З о. Костянтином на засланні перебувала і  його дружина Іванна (до шлюбу Камінська). Після повернення із Хабаровського краю подружжя Левицьких поселилося у Сільці, де і доживали віку. Їмость померла у 1972 р., а отець  - у 1974 р..  Їхні могили знаходяться на сільському цвинтарі.(Іван Драбчук  «З вірою у серці», Івано-Франківськ, 2004 р.)
У 1961 році церква  Різдва Христового була закрита через те, що люди у неділю не йшли працювати до колгоспу, а йшли молитися. У храмі розмістили склад тракторної бригади. Не діючою церква простояла до років перебудови.  На початку січня 1989 року до Москви їхала делегація сільчан у складі Антона Гнатковського, Тараса Сенькова та Михайла Куцана, які добивалися офіційного відкриття церкви. Паралельно із цим у святині велися реставраційні роботи. 16 липня 1989 році у церкві відбулося перше богослужіння, яке провів о. Ізидор Николин. Спочатку церква діяла як храм РПЦ, але згодом за рішенням церковного комітету повернулася у лоно УГКЦ. 
За останні кілька десятиліть парохами у селі були: о. Дмитро Кубацький, о. Богдан Шукост, о. Василь Забойський, о. Василь Смицнюк.  У селі є вісім каплиць та  сім пам’ятних хрестів. Найдавніший із них  - хрест знесення панщини, встановлений у 1912 році. Його збудувало товариство «Власна поміч».

### Роки незалежності
У вересні 1989 року селі виникло ТУМ ім. Шевченка, осередки якого діяли і при Будинку культури (кер. Михайло Сиротинський) і при школі (кер. Марія Риндач). Члени товариства відроджували давні традиції, збирали фольклорні матеріали (зокрема на їх основі було відновлено вертеп), влаштовували концерти і ставили вистави.
1 жовтня 1989 року було організовано хресний хід до Стрілецької могили на Чубатій (Лисій) горі. Крім жителів Сільця у ньому взяли участь мешканці сіл Тязів, Викторів, Крилос.
9 травня 1998 року у Сільці було запалено факел на ГРП. Однак газифікація більшості вулиць села була проведена у 2002 – 2006 роках  за головування сільського голови Галини Вовчук.
14 травня 2000 р. відбулося урочисте відкриття пам'ятника односельчанам, які загинули в рядах Української Повстанської Армії в боротьбі з німецькими та більшовицькими окупантами (автор і виконавець робіт Іван Бойчук). 
Після Помаранчевої революції у 2005 році в Сільці виник осередок НРУ (голова Іван Драбчук). Сільські рухівці проводили різнопланові патріотичні заходи, організовували поїздки до Маняви, Кам’янця-Подільського, Зарваниці, Унева, Старого Угринева та сходження  на Говерлу. З їх ініціативи  до 150-тиріччя від дня народження Великого Каменяра було встановлено меморіальну дошку І.Франкові на фасаді Будинку культури та  поставлено хрест на місці загибелі повстанця Василя Олійника («Чуя»).
У 2007 році над джерелом Кадуб, яке дало початок існування Сільця, було споруджено каплицю (кер. реалізації проекту Михайло Ковальчук). (Іван Драбчук «Каплиця над джерелом Кадуб», «Вперед», 23 листопада 2007 р.)
У 2013 в селі урочисто відкрили новозбудований храм, який за традицією назвали  Різдва Христового. Чин освячення здійснив правлячий Архиєпископ Івано-Франківський Кир Володимир Війтишин. (Іван Драбчук «Благословенний день над Сільцем», «Вперед», 22 листопада 2017 р.). У 2019 р. у церкві посвячено новий іконостас.
Жителі Сільця: Дмитро Бойчук, Роман Владика, Віталій Дейдей, Петро Костів, Іван Лугінін, Любомир Обшира, Тарас Павликівський, Микола Савицький,  Петро Якимішин були учасниками АТО.
З 1 січня 2018 року село Сілець увійшло до складу Ямницької ОТГ (голова Роман Крутий). Того ж року розпочалися роботи по асфальтуванню окремих вулиць села, зокрема Миру, Українських повстанців (колишня М.Бойчука), Т.Шевченка, С.Височана. 
19 серпня 2018 р., на Спаса, село урочисто відзначило свій 580-літній ювілей.

Відомі люди
- Михайло Литвин «Гарт» (1926-?) – пропагандист і заступник командира спецбоївки УПА з куреня «Дзвони».[3]
- Євадакій Владика 1745-1801 – засновник хутору
- Бойчук Богдан Іванович (1955 р. н.) –  директор КП «Янтар» (м. Івано-Франківськ), яке займається встановленням та ремонтом холодильних установок,  меценат.
- Бойчук Теодор Васильович (1898–1940) - січовий стрілець, учасник битви на г. Лисоня, вояк ЧУГА. Пізніше працював  на керівних посадах міліції  міст Харкова та Бахмута. Загинув під час радянсько-фінської війни.
- Владика Ганна Петрівна (1901–1987) – депутат Народних зборів, депутат Верховної Ради СРСР 1940 року.
- Галюк Богдан Павлович (1940-2018) – журналіст, головний редактор газети «Галичина», першої демократичної газети  на теренах нашого краю.
- Галюк Василь Михайлович  (1931–2008) – письменник (автор романів «Ідоли залишаються зимувати», «Сівний вогонь» та ін.) громадський діяч, один із організаторі музею «Чорний ліс».
- Вівчар Богдан Дмитрович (1942 р.н.) – журналіст, головний редактор газети «Галицька Просвіта». Працював кореспондентом і редактором обласної газети «Комсомольський прапор», журналістом «Прикарпатської правди», кореспондентом ТАРС-РАТАУ. Двадцять років був редактором відділу політики газети «Галичина». У журналістській практиці використовує псевдонім Теодор Дровнич.
- Ганущак Михайло Михайлович (1927 - 2006) - відомий  торакальний хірург,  головний лікар Обласної протитуберкульозної лікарі м. Миколаїв, який  провів понад 9 тисяч операцій на легенях.
- Драбчук Іван Васильович (1966 р.н.) – історик, поет, педагог, автор близько тридцяти книг, член НСКУ, провідний редактор інформаційно-видавничого відділу Національного заповідника «Давній Галич».
- Зузук Богдан Михайлович (1957-2009) – кандидат фармацевтичних наук, один із засновників фармацевтичного факультету Івано-Франківської медичної академії. Як поет і філософ виступав під псевдонімом Дан Зуз.
- Зузук Роман Михайлович (1962 р.н.) – художник, який поєднує у своїй творчості стилі абстрактного примітивізму та сюрреалізму. Окремі полотна зберігаються у Галереї українського сучасного мистецтва (Прага), галереї Канадсько-української мистецької  фундації (Торонто).
- Зузук Федір Васильович  (1940 р.н.) – доктор геологічних наук, професор, завідувач кафедри географії Волинського національного університету імені Лесі України.
- Куцан Григорій Григорович (1938–2004) – заслужений працівник культури України,   багаторічник керівник Народної аматорської академічної капели Звенигородського районного Будинку культури Черкаської області.
- Остапович Богдан Богданович (1956 р. н.) – доцент, кандидат хімічних наук, автор 135 наукових робіт, в тому числі 54статей.
- Яремчук Василь Михайловим (1927–2001) – учасник визвольних змагань, в’язень сталінських таборів, автор книги спогадів «Моя Одіссея», яка вийшла  друком після смерті автора у 2017 р.

## Населення

### Мова
Розподіл населення за рідною мовою за даними перепису 2001 року:
| Мова       | Кількість | Відсоток |
| ---------- | --------- | -------- |
| українська | 1315      | 99.7%    |
| російська  | 4         | 0.3%     |
| Усього     | 1319      | 100%     |